# Hamdo Lokvančić
Hamdo Lokvančić (* 26. Januar 1931 in Hrasnica, Ilidža; † 7. Juli 2023) war ein jugoslawischer bzw. bosnischer Tierarzt und Hochschullehrer. Seine Hauptarbeitsgebiete waren die tiermedizinische Gynäkologie und Geburtskunde.

## Biografie
Hamdo Lokvančić wurde in Hrasnica bei Sarajevo geboren. Die Grundschule absolvierte er in Hrasnica, das Erste Jungengymnasium und die Veterinärmedizinische Fakultät der Universität Sarajevo. Er schloss sein Studium 1955 ab und war der erste Student, der an dieser Fakultät seinen Abschluss machte. Unmittelbar nach Beendigung seines Wehrdienstes wurde er 1957 zum Assistenten des Lehrkurses Geburtshilfe und Euterkrankheiten bei Haustieren gewählt. Im Jahr 1963 verteidigte er seine Doktorarbeit mit dem Titel Sexualzyklus des Hausschafs – der Rasse „Pramenka“ unter besonderer Berücksichtigung der saisonalen Entwicklung. Diese Dissertation präsentiert die Ergebnisse zahlreicher Forschungen und Experimente. Im Jahr 1970 erhielt er den Titel eines Assistenzprofessors, in 1976 eines außerordentlichen Professors und im Jahr 1981 erhielt er den Titel eines ordentlichen Professors. Von 1983 bis 1987 war er Leiter der Geburtsklinik. 1997 ging er in den Ruhestand.
Während seiner Tätigkeit an der Veterinärmedizinischen Fakultät in Sarajevo war er ebenfalls als Gastdozent an zahlreichen Fakultäten und Institutionen im Ausland tätig. Als Stipendiat der Humboldt-Stiftung hielt er sich mehrfach an der Tierärztlichen Hochschule Hannover auf. Er war einer der Gründer und langjähriger Dozent des Magisterstudiums an der Veterinärmedizinischen Fakultät Sarajevo.